# Walter A. Haas
Walter A. Haas Sr. (11 de mayo de 1889 - 7 de diciembre de 1979) fue un empresario estadounidense multimillonario que fue presidente y director de Levi Strauss & Co.

## Primeros años y educación
Haas nació en una familia judía, siendo uno de los cuatro hijos de Abraham Haas y Fanny Koshland. Su padre era un inmigrante de Baviera que fundó Hellman, Haas and Company, que eventualmente se convirtió en la cadena de supermercados Smart & Final. Su madre era hija de Simon Koshland, uno de los comerciantes de lana más exitosos de San Francisco. Sus hermanos eran Charles, Ruth (1891) y Eleanor (1900).
En 1910, Haas se graduó de la Universidad de California, Berkeley, donde fue miembro de la Orden del Oso Dorado.
Haas sirvió en la Artillería de Campaña del Ejército de los Estados Unidos durante la Primera Guerra Mundial.

## Carrera
Al regresar a los Estados Unidos en 1919, trabajó en Levi Strauss & Company, entonces un pequeño mayorista de productos secos y fabricante de ropa de trabajo, propiedad de la familia de su esposa. En 1928, se convirtió en presidente y ocupó ese puesto hasta 1955; posteriormente, fue presidente del consejo hasta 1970 y se mantuvo activo en los asuntos de la compañía hasta su muerte en 1979. La dedicación y el mandato de Haas en Levi Strauss, junto con la de su socio comercial y cuñado Daniel E. Koshland, es ampliamente reconocida por "salvar" la compañía, guiándola a través de la Gran Depresión, la integración racial en sus fábricas, la popularización global de la marca Levi y la creación de la Fundación Levi Strauss.

## Política y filantropía
Republicano, fue delegado suplente en la Convención Nacional Republicana de 1952. Era judío y fue presidente de la Federación de Bienestar Judío de San Francisco.

## Vida personal
En 1914, Haas se casó con Elise Stern, quien era hija de Sigmund Stern, hijo de David Stern, sobrino de Levi Strauss (Strauss murió soltero y sin hijos, y dejó su compañía a David Stern). Haas tuvo tres hijos: Rhoda Haas Goldman, Peter E. Haas y Walter A. Haas Jr.
En 1989, los Regentes de la Universidad de California, Berkeley, votaron para renombrar la escuela de negocios como la Escuela de Negocios Haas en su honor, después de una gran donación de la familia Haas.